# Avenida de Wagram
La Avenue de Wagram es una de las vías radiales de la Étoile y forma el límite entre los distritos VIII y XVII de París, Francia. Empieza en la Place Charles-de-Gaulle y termina en la Place de Wagram. Tiene una longitud de 1500 metros y una anchura de 36 metros.

## Descripción
Está dividida en dos secciones por la Place des Ternes, que se encuentra en su cruce con el Boulevard de Courcelles, la Rue du Faubourg Saint-Honoré y la Avenue des Ternes. Es más una rotonda que una plaza, y tiene en su centro un mercado de flores. A un lado y a otro de esta plaza, la avenida tiene dos estilos y dos historias muy diferentes. André Becq de Fouquières observó en 1953 : «La Avenue de Wagram, en su parte que une la Place des Ternes con la Place de l'Étoile, tiene un carácter sin ninguna relación con el que tiene en su parte inferior, un carácter distintivo que tenía ya hace cincuenta años. La antigua barrera de los Fermiers Généraux, que pasaba por allí, ha dejado una huella que se ha eliminado completamente del lado del Boulevard de Courcelles.»
El extremo de la Avenue de Wagram hacia la salida de París está en la plaza homónima, en el cruce con el Boulevard Pereire, cerca de la Porte d'Asnières y junto a los fortines 46 y 47 del Muro de Thiers. La avenida y la plaza fueron denominadas «de Wagram» el 2 de marzo de 1864 en homenaje a la victoria de la Grande Armée francesa que tuvo lugar el 6 de julio de 1809 en Wagram frente al ejército austríaco, bajo la dirección de Napoleón Bonaparte, y al mismo tiempo a uno de los principales artífices de esta victoria, su jefe del Estado mayor, el mariscal Berthier, que recibió el título de «Príncipe de Wagram».

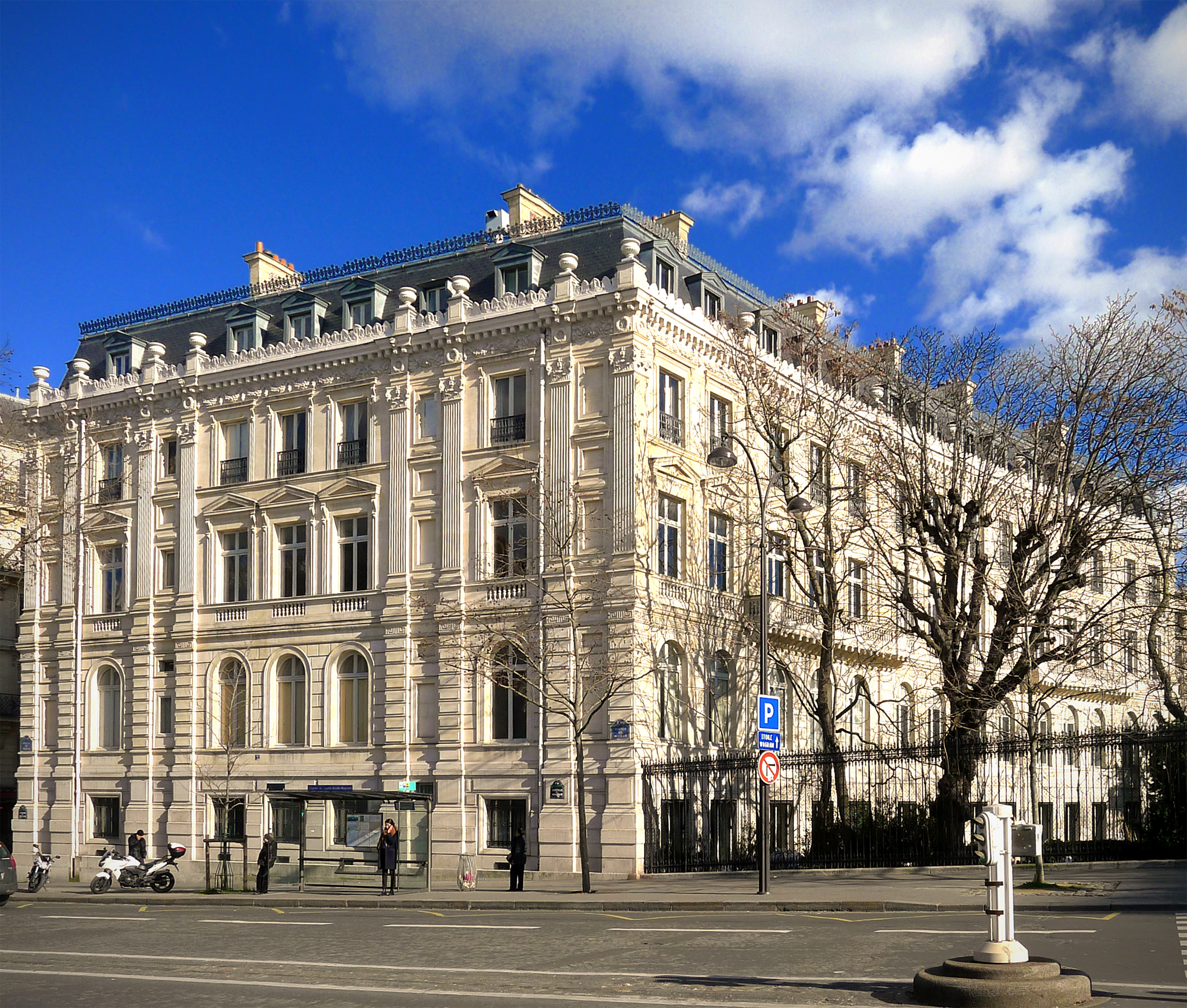
Esquina de la avenida con la Place de l'Étoile.
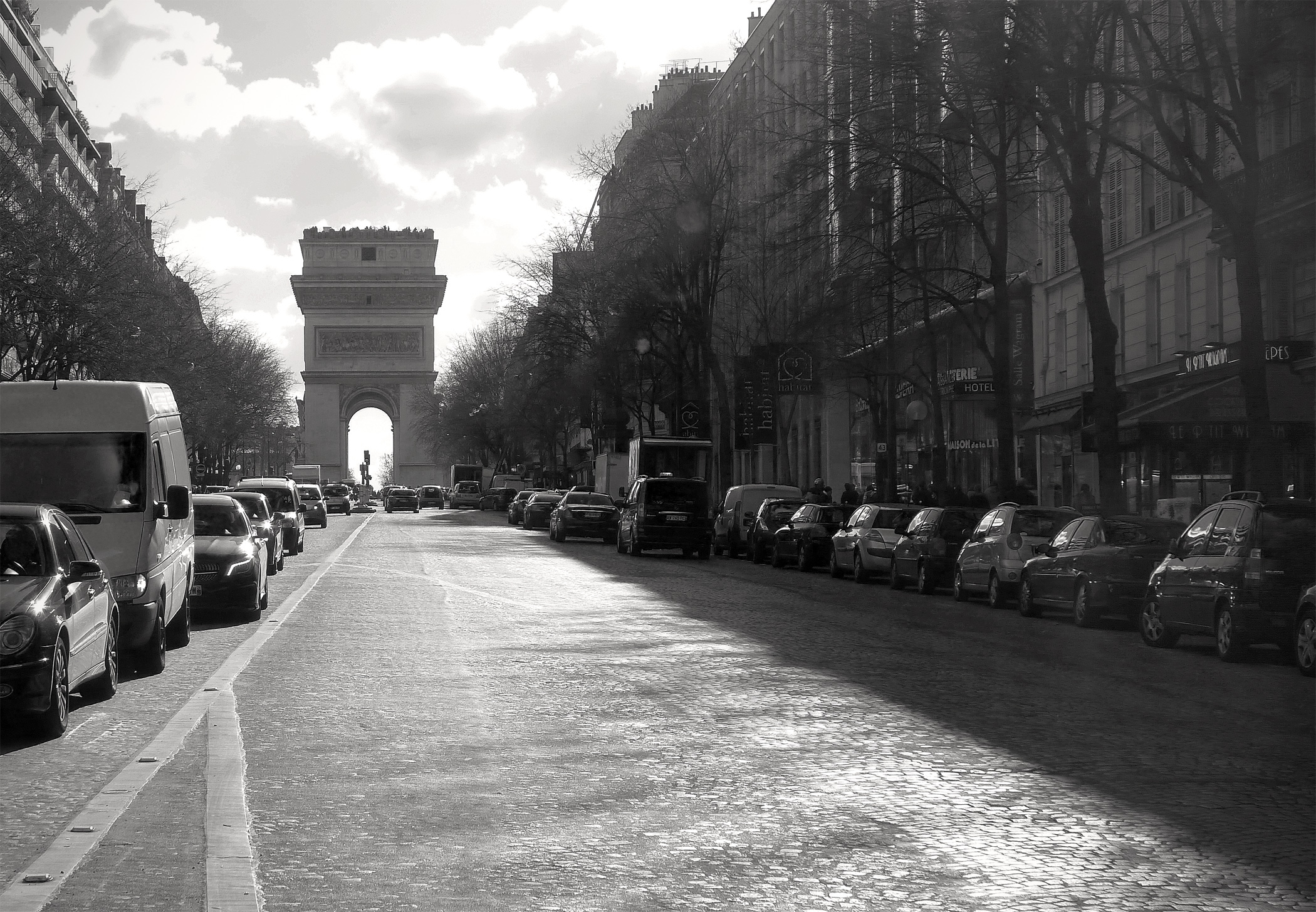
En dirección al Arco de Triunfo.
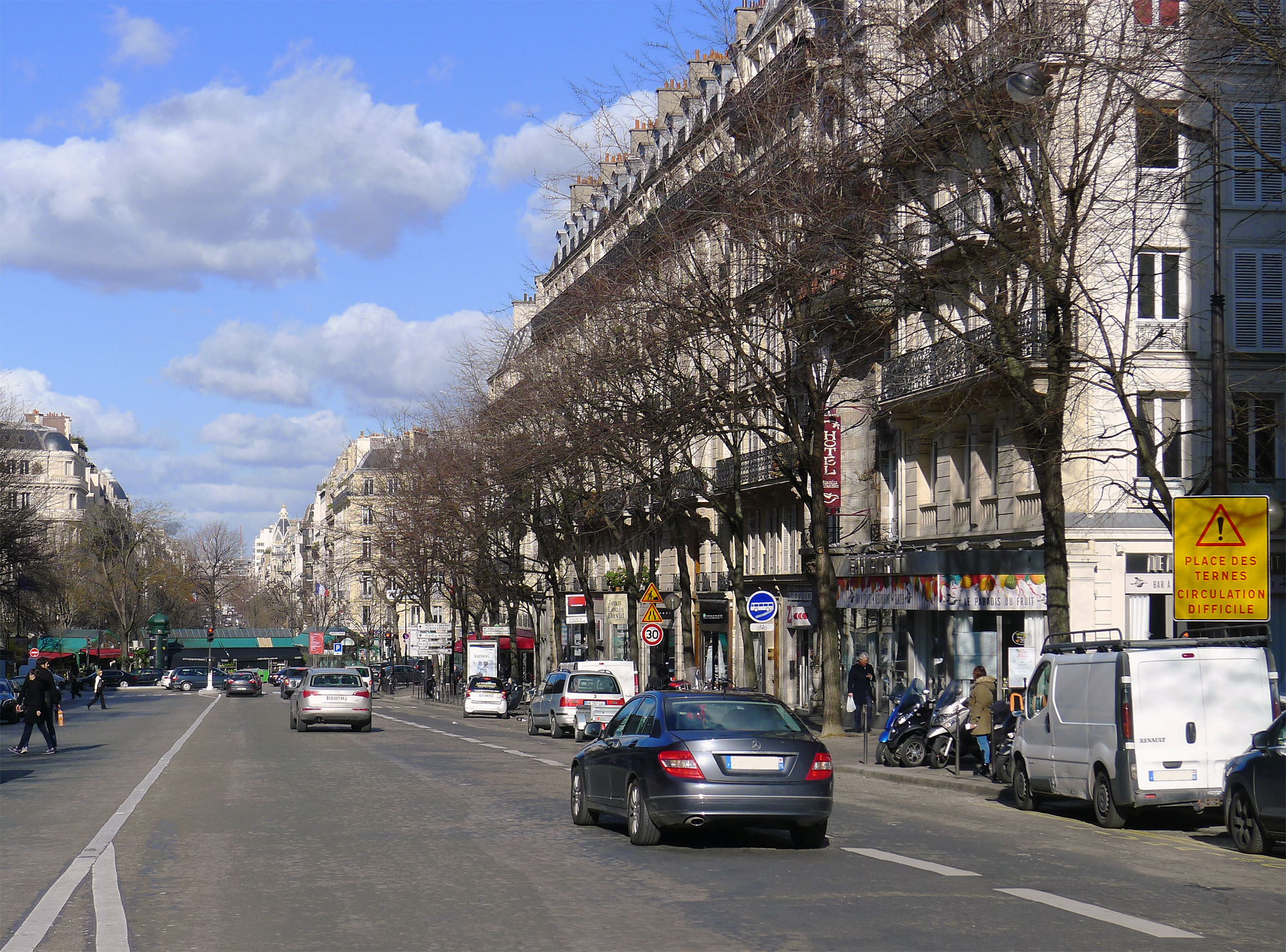
En dirección a la Place des Ternes.

## Historia

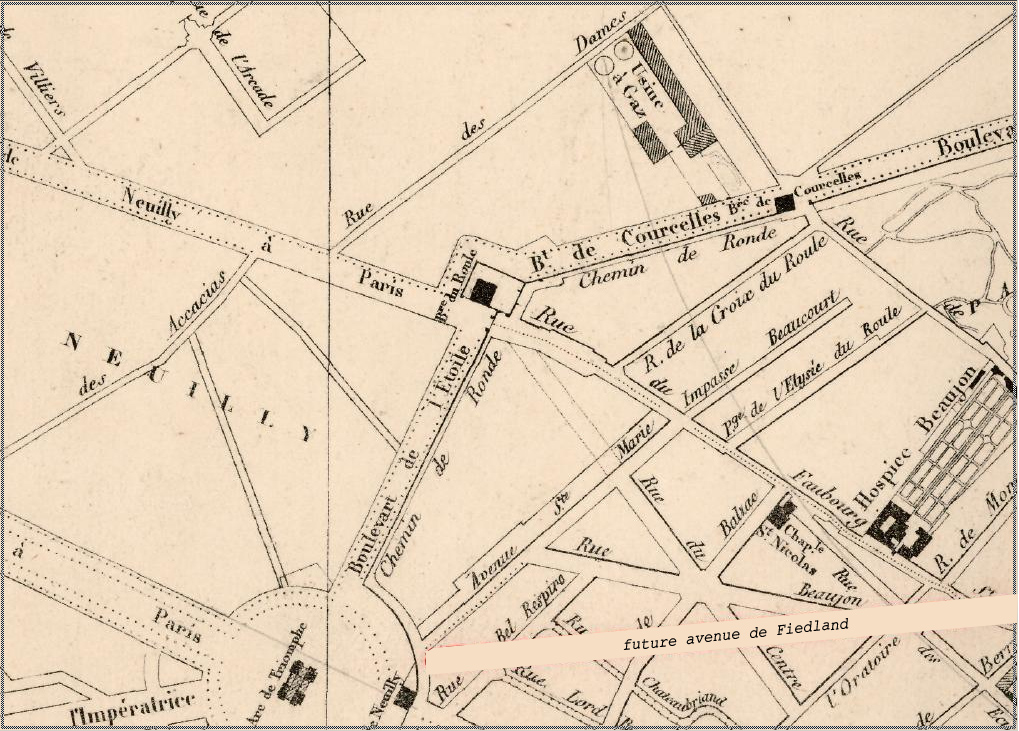
Alrededor de la barrera de Roule
Plan Jacoubert de 1860.

La Avenue de Wagram, en su parte cercana a la Place de l'Étoile, sigue el trazado de una de las ocho calles radiantes de la «étoile de Chaillot», que fue arbolada a partir de 1724, durante el reinado de Luis XV y bajo la supervisión de duque de Antin. Esta avenida estaba situada en pleno campo y sin urbanizar, y no tenía entonces más que vocación de paseo y de simetría; figura en los planos de principios del siglo XVIII y se llamaba Boulevard de l’Étoile.
La avenida se inauguró el 16 de enero de 1789, tras la finalización de la construcción del Muro de los Fermiers Généraux entre la barrera de la Étoile (también llamada de Neuilly) y la barrera de Roule (también llamada de Ternes) Esta parte del antiguo paseo de ronda estaba comprendida entre la Avenida de los Campos Elíseos y la Avenue des Ternes: su parte interior se llamaba chemin de ronde du Roule y su parte exterior, fuera del antiguo muro, Boulevard de l’Étoile
Más allá de la barrera de Roule el muro de los Fermiers Généraux no continuaba por el mismo eje, sino que giraba hacia la derecha tras la Place des Ternes y continuaba entonces hacia Montmartre pasando por las barreras de Courcelles y la del Parc Monceau (o de Chartres, una de las solo cuatro barreras que se conservan actualmente) siguiendo el recorrido del actual Boulevard de Courcelles.
La Avenue de Wagram se prolongó el 13 de agosto de 1854 desde la Rue de Tilsitt hacia la Place de l'Étoile para asegurar la simetría. Más allá de la barrera de Ternes, no se trazó la avenida hasta después de mediados del siglo XIX (no figura todavía en el Plan Jacoubert de 1860). Hasta 1863 la vía exterior formaba parte del municipio de Neuilly. Cuando se anexionó a París, fue prolongada siguiendo la ruta de la carretera departamental 6 o boulevard de Bezons hasta el Boulevard Pereire, que se encuentra con la Avenue de Wagram en la Place de Wagram.

## ElHaut de Wagram

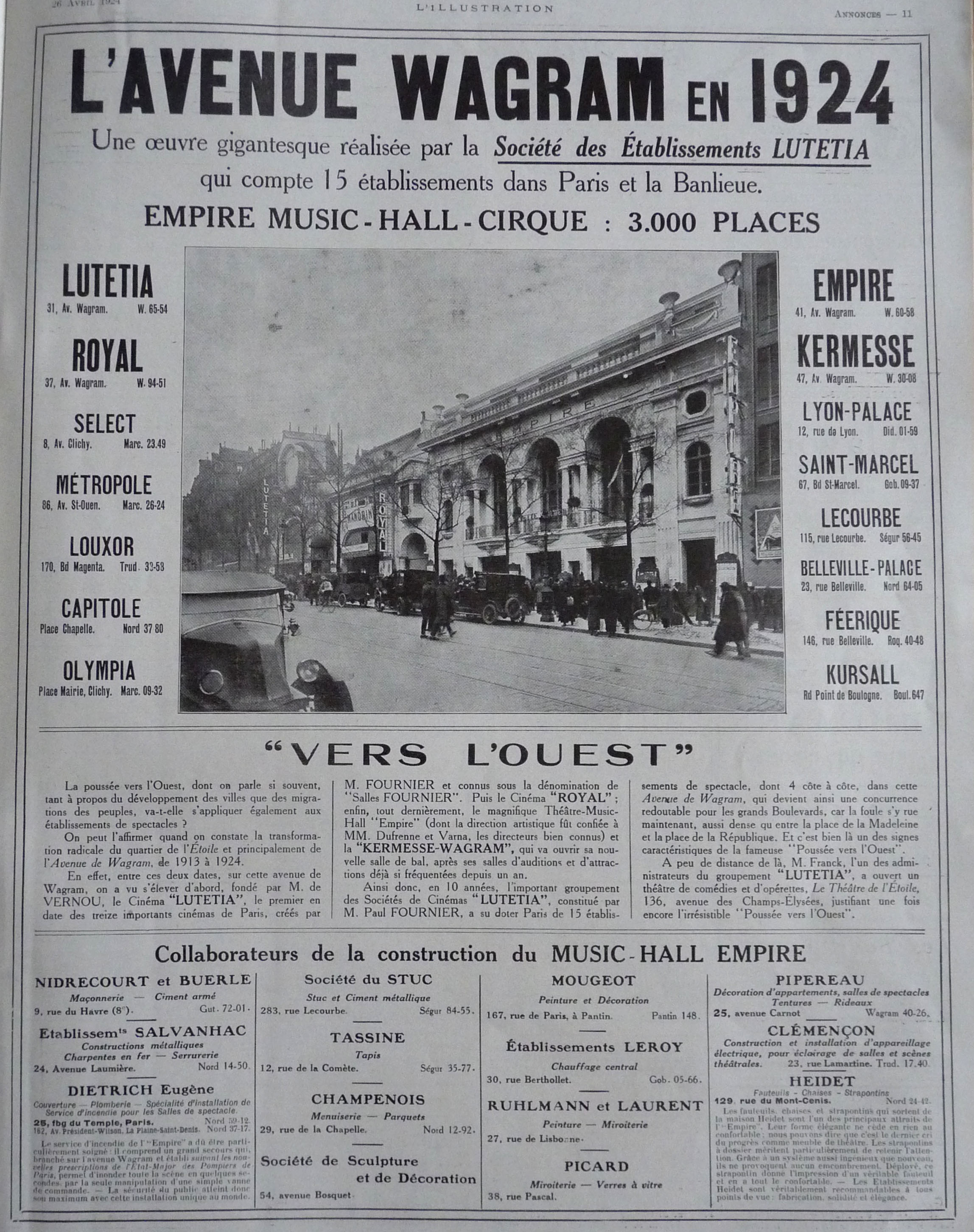
«L'avenue de Wagram en 1924» (L'Illustration Les nouvelles Salles de spectacle.

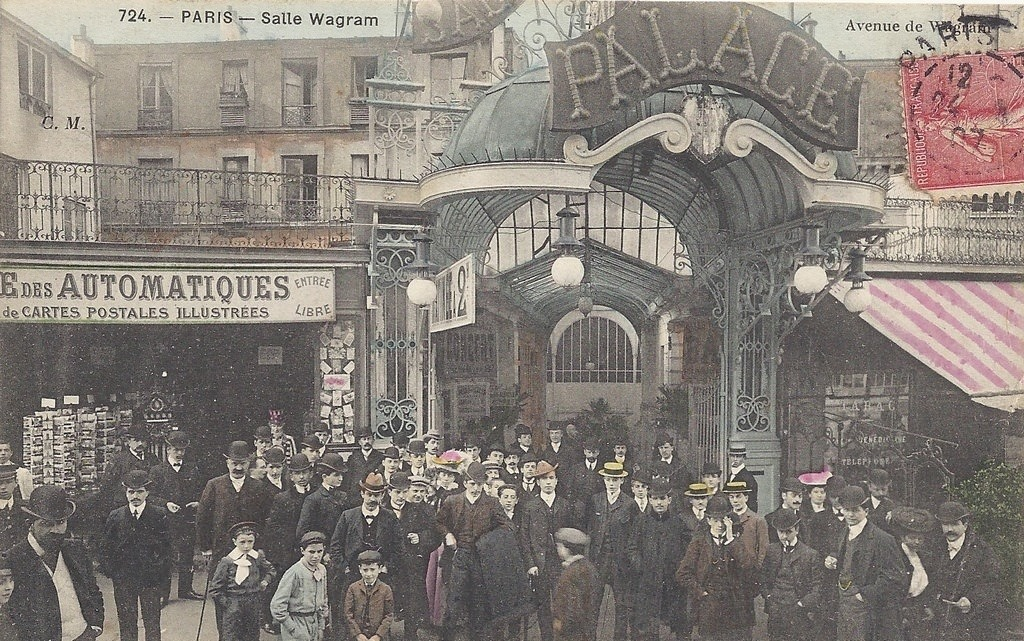
Entrada de la Salle Wagram en el número 39.

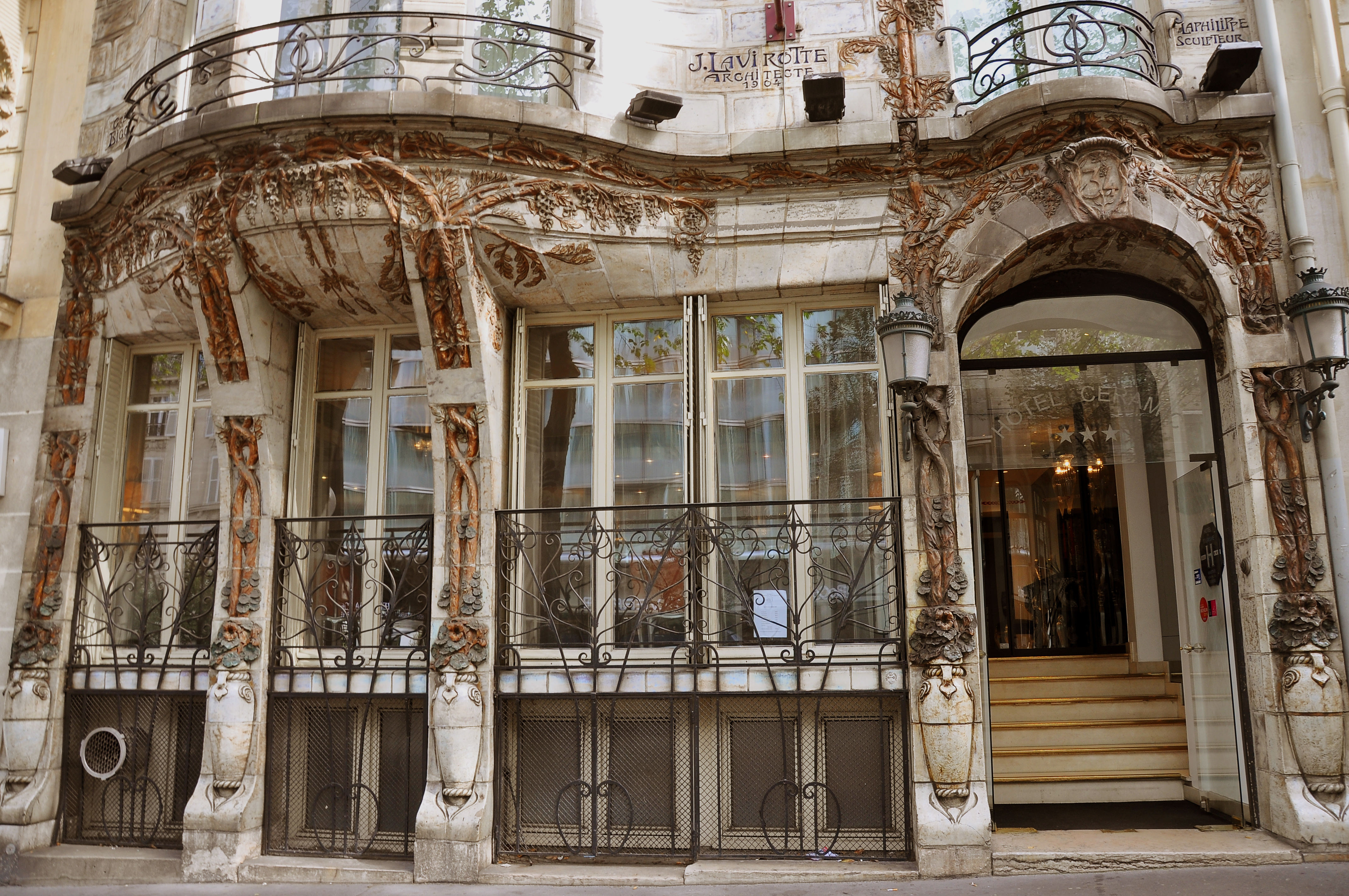
La fachada de Céramic Hôtel en el 34 de la Avenue de Wagram de París.

Esta historia explica las importantes diferencias entre lo que podemos llamar el Haut de Wagram, la parte alta de la avenida, que fue desde el Directorio uno de los centros de la fiesta y de la vie parisienne, y la zona de la Plaine Monceaux de la avenida, mucho más «burguesa».
Originalmente, cerca de la Place de l'Étoile, más allá del muro de los Fermiers Généraux se instaló una taberna, fuera de los límites del octroi y de París, llamada Le bal de Dourlans (que se convertiría posteriormente en la salle Wagram), que abrió sus puertas en 1812 en un jardín situado entonces en pleno campo. Bajo el Directorio, la Restauración y el Segundo Imperio, esta casa prosperó y fue hasta mediados del siglo XX uno de los lugares más destacados de la fiesta, el espectáculo, la danza y el deporte de París.

### Los lugares del espectáculo y lavie parisienne
Jacques Salles escribió en 1975: «Al bajar actualmente la Avenue de Wagram de la Étoile a Ternes, se tiene cierta dificultad en imaginar que fue, hace un siglo, uno de los lugares más importantes del espectáculo parisino. En efecto, a principios del siglo XX, la acera de los números impares ofrecía al transeúnte dos cines exclusivos (el Royal en el 39 y el Lutétia en el 31), un teatro (el Théâtre de l’Étoile), una sala de baile y de reuniones (la salle Wagram en el 39), una sala de música (l’Empire en el 41), y un café-concert (el Concert de l’Univers en el 47).»
En esta misma zona se encuentra también otro teatro, la Comédie Wagram (Rue de l'Étoile), un concierto, el Paris-Concert (Avenue des Ternes) y más cines: el Mac Mahon, el Club de l’Étoile (Rue Troyon), el Studio des Acacias, el Calypso (Avenue des Ternes), La Boite à Films y Le Napoléon (Avenue de la Grande-Armée). Salvo la salle Wagram, el cine Mac Mahon y el Club de l’Étoile, todos ellos han desaparecido.
Descendiendo la avenida encontramos:
- Número 35: Ubicación del café-teatro les Folies Wagram y de la sala de música L'Étoile, fundada en 1928 y actualmente desaparecida.
- Número 39: Antigua entrada «oficial» de la salle Wagram, actualmente transformada en un hotel de lujo con fachada de vidrio con curvas, diseñada por el arquitecto Christian de Portzamparc. Una fachada del siglo XXI que sustituye las antiguas fachadas de l'Empire y de la salle Wagram.
- Frente al número 34 el extraordinario Céramic Hôtel: un hôtel particulier construido en 1904 por el arquitecto Jules Lavirotte, ganador del concurso de fachadas de 1905 por su decoración enteramente recubierta de gres flameado polícromo, con esculturas de Camille Alaphilippe. Es uno de los ejemplos más célebres del art nouveau parisino, posteriormente transformado en hotel.[7] La fachada y la cubierta fueron declaradas monument historique el 17 de julio de 1964 y designado «patrimonio del siglo XX».[8]
- Número 41: Théâtre de l'Empire. Actualmente cerrado tras una explosión accidental de 2005, que afortunadamente no afectó seriamente a la salle Wagram, situada detrás. La reconstrucción del conjunto ha permitido la restauración de la salle Wagram pero el largo pasillo «mágico» de casi cien metros de longitud ha sido sustituido por una escalera monumental a cielo abierto. La salle Wagram trata de recuperar su antiguo esplendor y acoge de nuevo espectáculos, cabarets, recepciones, congresos y bailes.
- Número 47: La Brasserie de l'Univers, fundada en 1894, que posteriormente se convertirá en un círculo de juegos, el más conocido y frecuentado de París.[9] El «cercle Wagram» cerró en 2011 tras un proceso por extorsión de fondos en banda organizada y la condena del gang de la brise de mer con fuertes penas. Actualmente renombrado Pavillon Wagram, funciona como sala de recepciones.

### La RamblaoLe Paseo
Desde antes de la Segunda Guerra Mundial, pero aún más en los años cincuenta, esta parte de la avenida se convirtió en el lugar de encuentro dominical de los españoles de París. Los innumerables trabajadores domésticos, chóferes y ayudantes de cámara españoles empleados en los barrios elegantes llenaban la avenida los domingos y días festivos. Cientos de españoles y españolas frecuentaban los cafés, bares de tapas y salas de bailes de la avenida que se fueron implantando en la calle con el paso de los años, hasta el punto que la parte alta de la avenida recibió el apodo de «La Rambla» o «Le Paseo».

## La Avenue de Wagram de la Plaine Monceaux
El elegante barrio de la Plaine Monceau tiene un carácter claramente más clásico, sin mucha relación con la animación de la zona más cercana a la Étoile.
Destacan:
- Número 108: oficina postal de Wagram, remodelada en 2010. Esta obra dio origen al evento Musée de Graffitis à ciel ouvert, utilizando una enorme base de 2000 m² que servía de soporte de la exposición efímera de pintadas y grafitis realizados por los mejores grafiteros franceses e internacionales.[10]
- Número 128: Hôtel Mercedès, de estilo art déco de los años treinta, con hermosas vidrieras del escultor Grüber.

## Lugares de interés
- Número 26: ubicación de un antiguo hôtel particulier llamado Hôtel d'Épinay, que fue hasta los años cincuenta la residencia de la familia Épinay, que habitó el palacio durante tres generaciones o más de un siglo.[11] Uno de los que vivieron en él fue el escultor Prosper d'Épinay (1836 † 1914).[12] Este edificio no se conserva, y en su lugar está la entrada de la sede social de EDF.
- Número 29: Fue en esta dirección en la que se instaló Anne Victorine Savigny, alias Madame de Thèbes (1845 † 1916), actriz que se estableció como vidente y quiromante siguiendo el consejo de Alexandre Dumas: «Puede resultar sorprendente que eligiera una gran vía muy concurrida para establecer un negocio donde los clientes desean en general más discreción. Pero Mme de Thèbes había adquirido una posición casi-oficial y los grandes, pequeños y medianos personajes que venían con ella para una consulta no tenían ni más ni menos molestias que con el practicante de moda».[11]
- Número 29 (5ª planta): René Lenormand (1846 † 1932), compositor de música, padre del dramaturgo Henri-René Lenormand (1882 † 1951).[13]
- Número 32: Fue en esta dirección en la que Louis Valtat abrió su nuevo y último taller en 1914.
- Número 42: Ubicación del estudio de fotoescultura, inventada hacia 1860 por el escultor, pintor y fotógrafo François Willème y actualmente desaparecida.
- Número 124: Hôtel particulier, actualmente destruido, llamado «Holyrood», construido por Maria de Mariategui, Lady Caithness, duquesa de Medina Pomar (1830 † 1895), espiritista y ocultista.
- Número 129: Último lugar de vida y trabajo del pintor Odilon Redon.[14]
- Número 143 bis: Hôtel particulier, actualmente destruido, de M. Edouard Kohn (1825 † 1895) banquero y filántropo, cofundador del banco Kohn-Reinach et Cie junto con su cuñado Jacques de Reinach.

## Enlaces externos

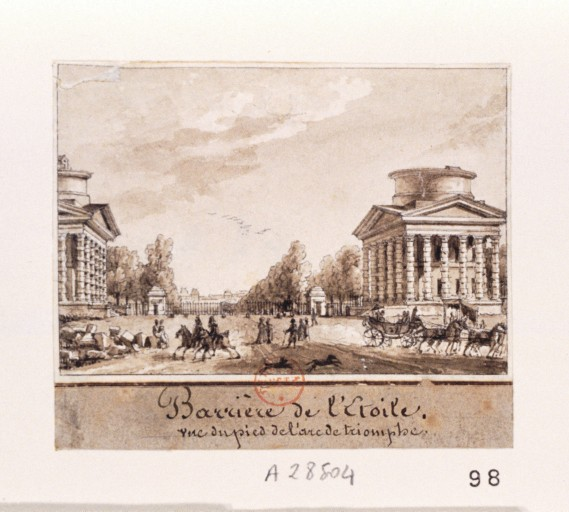
La barrera de l'Etoile vista desde el Arco de Triunfo.
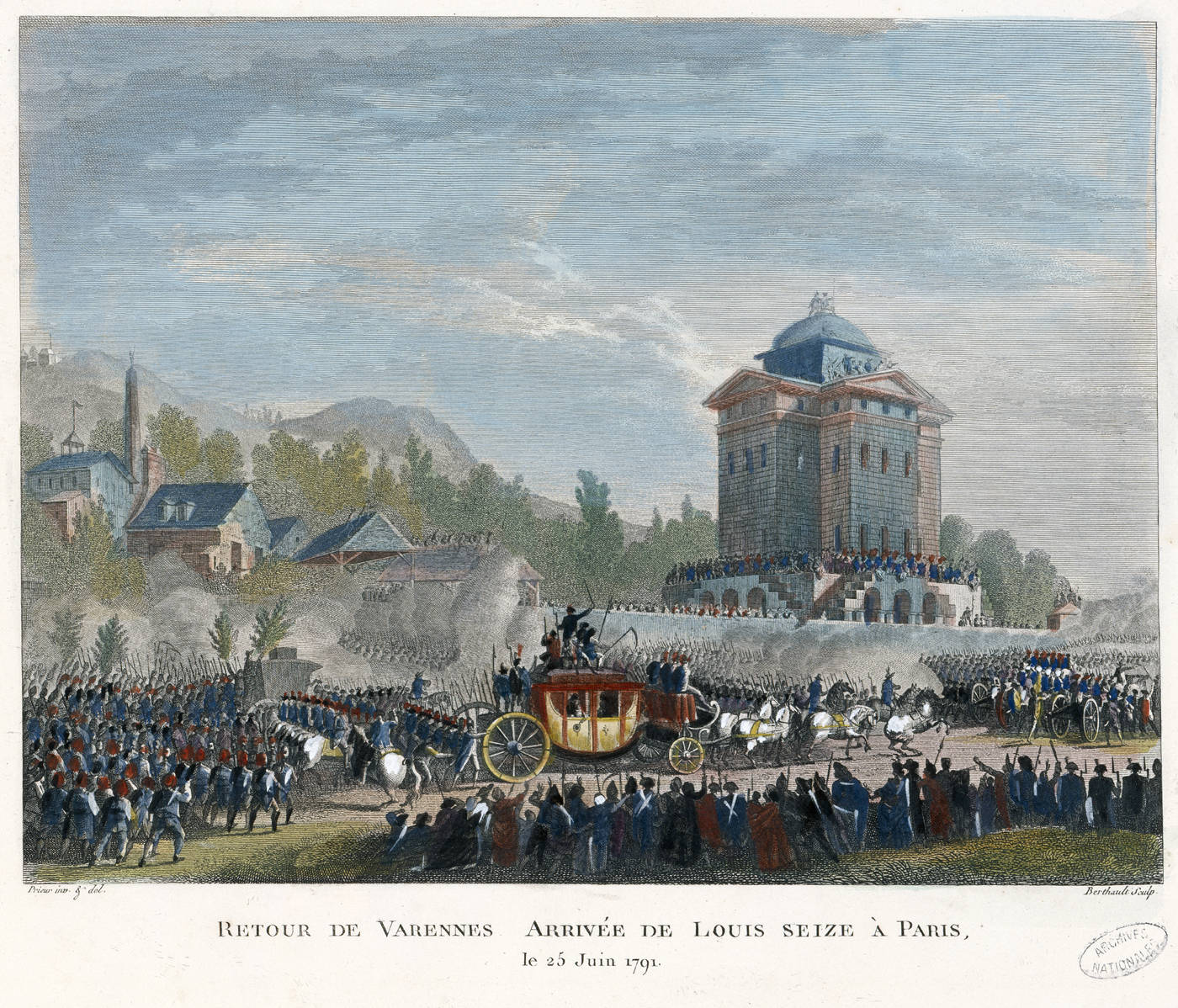
La barrera de Roule en el regreso de Varennes de Luis XVI
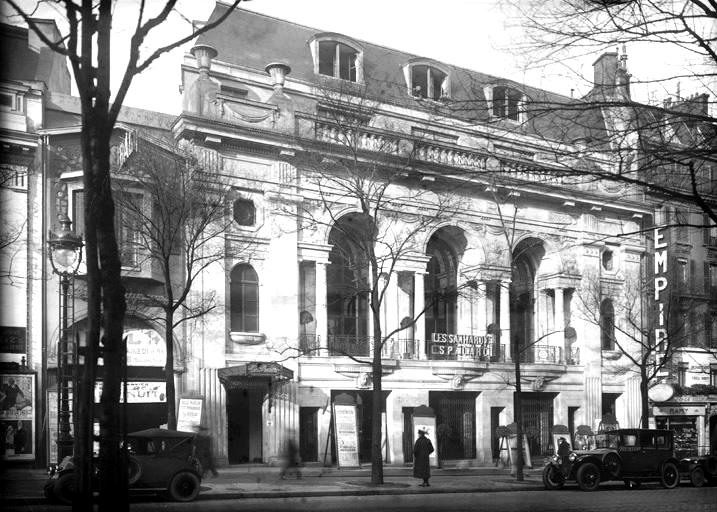
Fachada del Empire después de 1924.
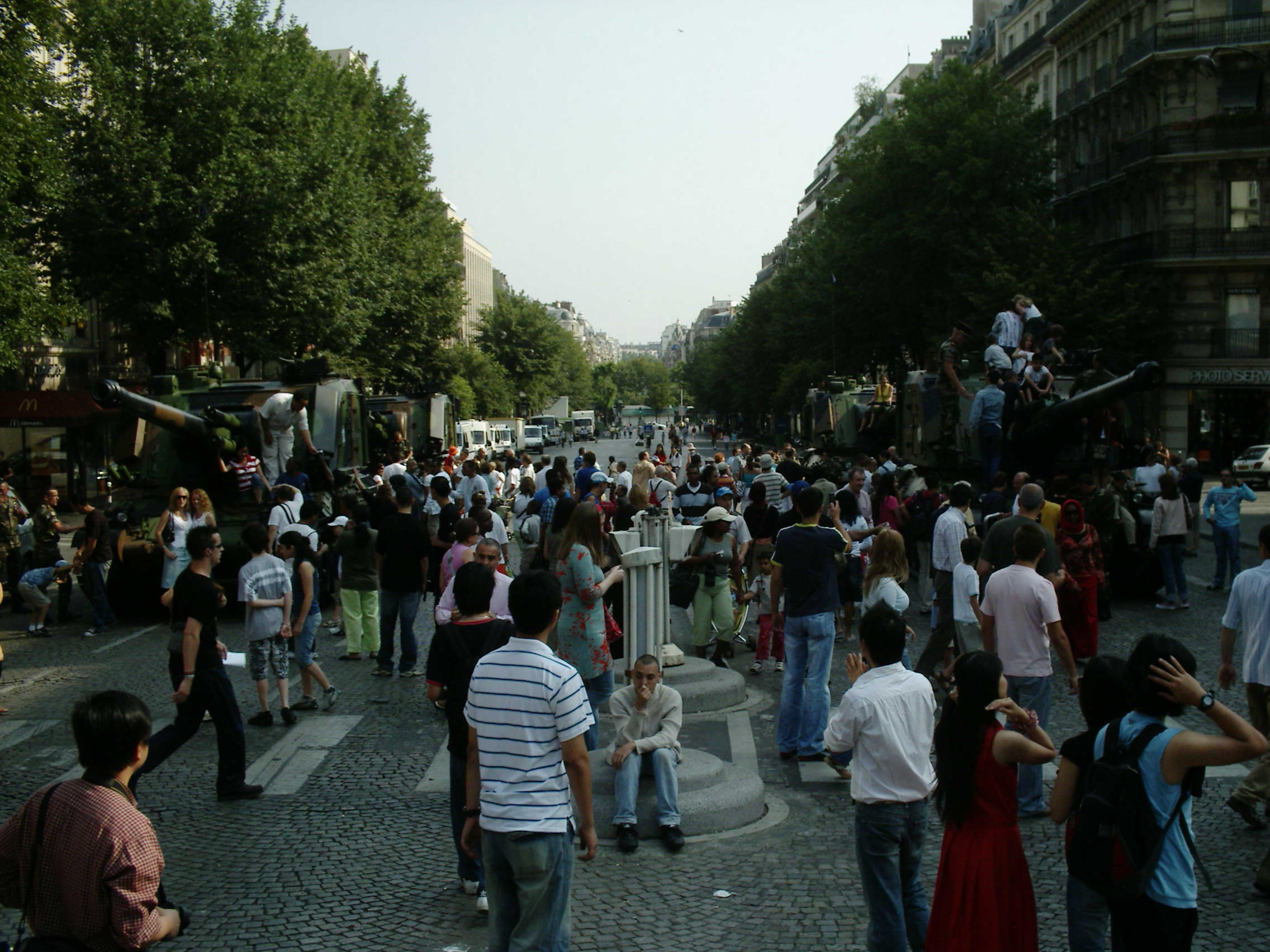
Durante el desfile militar del 14 de julio, la avenida está ocupada por tanques.
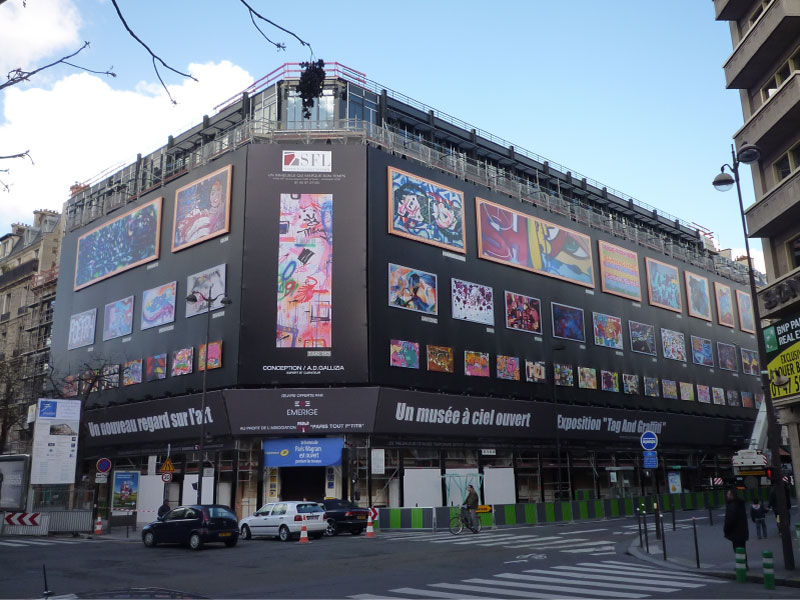
Museo de grafitis a cielo abierto 108 avenue de Wagram 2010